# Steve Ovett
Stephen Michael James »Steve« Ovett OBE, angleški atlet, * 9. oktober 1955, Brighton, Brighton and Hove, Anglija, Združeno kraljestvo.
Ovett je nastopil na poletnih olimpijskih igrah v letih 1976 v Montrealu, 1980 v Moskvi in 1984 v Los Angelesu v teku na 800 in 1500 m. Največji uspeh je dosegel na igrah leta 1980, ko je nastopil kljub bojkotu britanskih športnikov ter osvojil naslov olimpijskega prvaka na 800 m in bron na 1500 m. Na evropskih prvenstvih je osvojil naslov evropskega prvaka na 1500 m leta Praga 1978 ter naslova podprvaka na 800 m v letih Rim 1974 in 1978. Petkrat je postavil svetovne rekorde v atletiki, trikrat v teku na 1500 m in dvakrat v teku na miljo. 
Njegov brat Nick Ovett je bil sankač. Leta 2008 je bil med prvimi sprejet v Angleški atletski hram slavnih.